# Šibice
 Šibice  falu Horvátországban Zágráb megyében. Közigazgatásilag Zaprešićhez tartozik.

## Fekvése
Zágráb központjától 17 km-re északnyugatra, községközpontjától 1 km-re nyugatra fekszik. 

## Története
A településnek 1857-ben 155, 1910-ben 195 lakosa volt. Trianon előtt Zágráb vármegye Zágrábi járásához tartozott. 2011-ben 750 lakosa volt.

## Lakosság
| Lakosság változása | Lakosság változása | Lakosság változása | Lakosság változása | Lakosság változása | Lakosság változása | Lakosság változása | Lakosság változása | Lakosság változása | Lakosság változása | Lakosság változása | Lakosság változása | Lakosság változása | Lakosság változása | Lakosság változása | Lakosság változása |
| ------------------ | ------------------ | ------------------ | ------------------ | ------------------ | ------------------ | ------------------ | ------------------ | ------------------ | ------------------ | ------------------ | ------------------ | ------------------ | ------------------ | ------------------ | ------------------ |
| 1857               | 1869               | 1880               | 1890               | 1900               | 1910               | 1921               | 1931               | 1948               | 1953               | 1961               | 1971               | 1981               | 1991               | 2001               | 2011               |
| 155                | 154                | 183                | 184                | 207                | 195                | 206                | 247                | 312                | 297                | 340                | 466                | 618                | 742                | 777                | 750                |

## Külső hivatkozások
- Zaprešić város hivatalos oldala Archiválva 2012. április 14-i dátummal a Wayback Machine-ben
- Zaprešić információs portálja Archiválva 2012. február 26-i dátummal a Wayback Machine-ben
- Zaprešić turisztikai egyesületének honlapja